# Telince
Telince este o comună slovacă, aflată în districtul Nitra din regiunea Nitra, pe malul râului Telinský potok⁠(d). Localitatea se află la altitudinea de 162 m deasupra n.m., se întinde pe o suprafață de 6,84 km2 și în 2017 număra 420 de locuitori.

## Istoric
Localitatea Telince este atestată documentar din 1297.

## Demografie
| An:                | 1994 | 2004    | 2014    | 2024    |
| ------------------ | ---- | ------- | ------- | ------- |
| Număr de persoane: | 280  | 319     | 396     | 437     |
| Diferență:         |      | +13,92% | +24,13% | +10,35% |

| An:                | 2023 | 2024   |
| ------------------ | ---- | ------ |
| Număr de persoane: | 434  | 437    |
| Diferență:         |      | +0,69% |